# Габриела Сабатини
Габриела Сабатини (на испански: Gabriela Sabatini) е аржентинска тенисистка, родена на 16 май 1970 г. в Буенос Айрес. Състезава се от 1985 до 1996 г.

## Успехи
- Открито първенство на САЩ
  - Първо място: 1990
  - Второ място: 1988
- Уимбълдън
  - Второ място: 1991
- Мастърс турнир
  - Първо място: 1994
  - Второ място: 1990
- Олимпийски игри - Сеул
  - Второ място – сребърен медал: 1988